# Barracas (Castellón)
Barracas es un municipio de la Comunidad Valenciana (España), situado en la provincia de Castellón y en la comarca del Alto Palancia. Está situado al suroeste de la provincia, en el límite de ésta con la de Teruel. Cuenta con una población de   195 habitantes (INE 2024). Se trata de un municipio hispanófono, en el que el español cuenta con el predominio lingüístico reconocido legalmente.

## Geografía
Integrado el la comarca de Alto Palancia, se sitúa a 81 kilómetros de la capital provincial. El término municipal está atravesado por la autovía Mudéjar (A-23), por la carretera nacional N-234, entre los pK 56 y 62, y por carreteras locales que conectan con Viver, El Toro y Villanueva de Viver.   
El relieve del municipio se caracteriza tanto por la elevada altitud media, situándose en torno a unos mil metros de altitud, como por la ausencia de grandes relieves, por lo que es conocido ello como el altiplano de Barracas. Físicamente se conforma como una prolongación de los llanos turolenses, distinguiéndose así de la geografía del resto de la comarca del Alto Palancia. Como único accidente orográfico cabe destacar el Alto Limbo, en el límite con Pina de Montalgrao, con una altura de unos 1150 metros. La altitud oscila por tanto entre los 1150 metros (Alto Limbo) y los 960 metro a orillas de una rambla al suroeste. El pueblo se alza a 981 metros sobre el nivel del mar.  
| Noroeste: El Toro | Norte: El Toro y Pina de Montalgrao | Noreste: Pina de Montalgrao |
| Oeste: El Toro    |                                     | Este: Pina de Montalgrao    |
| Suroeste: El Toro | Sur: Torás y Viver                  | Sureste: Viver              |

## Clima
El clima se podría considerar de tipo mediterráneo seco, aunque es notoria la influencia continental debido a su distancia del mar y su altitud. Así, los inviernos suelen ser bastante fríos, llegándose algunos años a valores absolutos de -18 °C, aunque la temperatura mínima media de invierno suele ser de unos -3 °C y la temperatura máxima media de unos +8 °C. En verano se muestra una clara tendencia continentalizada, con temperaturas elevadas durante el día y una marcada bajada de las temperaturas por la noche (oscilación térmica), aunque las precipitaciones y algún régimen de vientos es puramente mediterráneo. Las precipitaciones no son muy abundantes, aunque suelen producirse frecuentes tormentas veraniegas (a menudo acompañadas de granizo).

### Localidades limítrofes
Pina de Montalgrao, Torás, El Toro y Viver.

## Fauna y Flora
La fauna se caracteriza por ser típica del monte mediterráneo. Así, entre las especies de mamíferos más representativas están el jabalí (Sus scrofa), el zorro (Vulpes vulpes), el conejo común (Oryctolagus cuniculus), la liebre ibérica (Lepus granatensis), el tejón (Meles meles) o el erizo europeo (Erinaceus europaeus hispanicus). Por la sierra y bosques cercanos también están presentes la cabra montés (Capra hispanica), el corzo (Capreolus capreolus), la garduña (Martes foina), la jineta (Genetta genetta) y el gato montés (Felis silvestris).
En cuanto a la fauna ornitológica cabe destacar aves adaptadas a terrenos secos y de interés cinegético como son la perdiz roja (Alectoris rufa), la codorniz (Coturnix coturnix) o especies más forestales como la tórtola común (Streptopelia turtur) o la paloma torcaz (Columba palumbus). 
También destaca la gran representación de aves rapaces y carroñeras. Como nidificantes por la zona encontramos el águila culebrera (Circaetus gallicus), el águila calzada (Hieraaetus pennatus), el aguilucho cenizo (Circus pygargus) cuyos efectivos han sido diezmados por la instalación de parques eólicos en las zonas donde criaba, el ratonero común (Buteo buteo), el cernícalo vulgar (Falco tinnunculus), el halcón peregrino (Falco peregrinus), el buitre leonado (Gyps fulvus) y  el Alimoche (Neophron percnopterus). También nidifican rapaces nocturnas como el mochuelo (Athene noctua), la lechuza (Tyto alba) y en los bosques el cárabo común (Strix aluco).
Otras especies abundantes en estos parajes son la tarabilla común (Saxicola torquata), el alcaudón Común (Lanius senator), el alcaudón real (Lanius meridionalis), la collalba gris (Oenanthe oenanthe), la Collalba rubia (Oenanthe hispanica), el Colirrojo tizón (Phoenicurus ochruros), el pardillo común (Carduelis cannabina), el estornino negro (Sturnus unicolor), el cuervo (Corvus corax) y la corneja negra (Corvus corone).

## Historia
A lo largo de la historia el municipio ha recibido distintos nombres tales como San Pedro de Belmonte, Las Barracas de los Reales y por último Barracas. En valenciano el topónimo es Barraques.
En su término municipal se han encontrado restos ibéricos y romanos, algo lógico encontrándose la localidad en el camino natural que une Valencia y Zaragoza, pero no es hasta la reconquista cuando se tienen referencias documentales de ella.
Fue conquistada por el rey Jaime I de Aragón que la cedió en 1269 a la Baronía de Jérica. En aquella época era conocida como Les Barraques de Sant Pere de Bellmunt debido a las barracas o casetas que se construían los carboneros junto a los hornos.  Jaime I de Jérica la dio a poblar a cristianos viejos haciéndola de su contribución. Con ello se resintieron los habitantes de Teruel, pareciéndoles que debería ser de su distrito, pues se había edificado dentro de los límites antiguos de esta ciudad. Se entabló tan reñido pleito que por junio del mismo año tuvo que ir el Rey desde Zaragoza para componerles, y hallándose presente el regimiento de Teruel, renunció a favor de Jaime I de Jérica todos sus derechos mediante escritura pública otorgada ante Bernardo Beru. En 1336, Pedro de Jérica, resentido con el monarca, tomó las armas, pasando a Valencia, destruyendo algunas comarcas. Exasperados los valencianos por tales destrozos, prendieron fuego al lugar de Barracas perteneciente al señorío de Pedro de Híjar, y en este incendio corrió gran riesgo de perecer el mismo rey (que se retiró aquella noche a Segorbe).
El 4 de julio de 1431 el rey Juan de Navarra (hermano de Alfonso IV de Aragón) en carta despachada en Barcelona, vende por 24 000 florines el lugar de Barracas, justamente con el de Pina y la villa de Jérica, al doctor Francisco Zarzuela y sus sucesores.
En 1585 volvió a ser patrimonio real siéndole otorgados los fueros de Valencia.
Posteriormente pasó el señorío territorial de esta población al Duque de Berwick.
CAVANILLES Y MADOZ

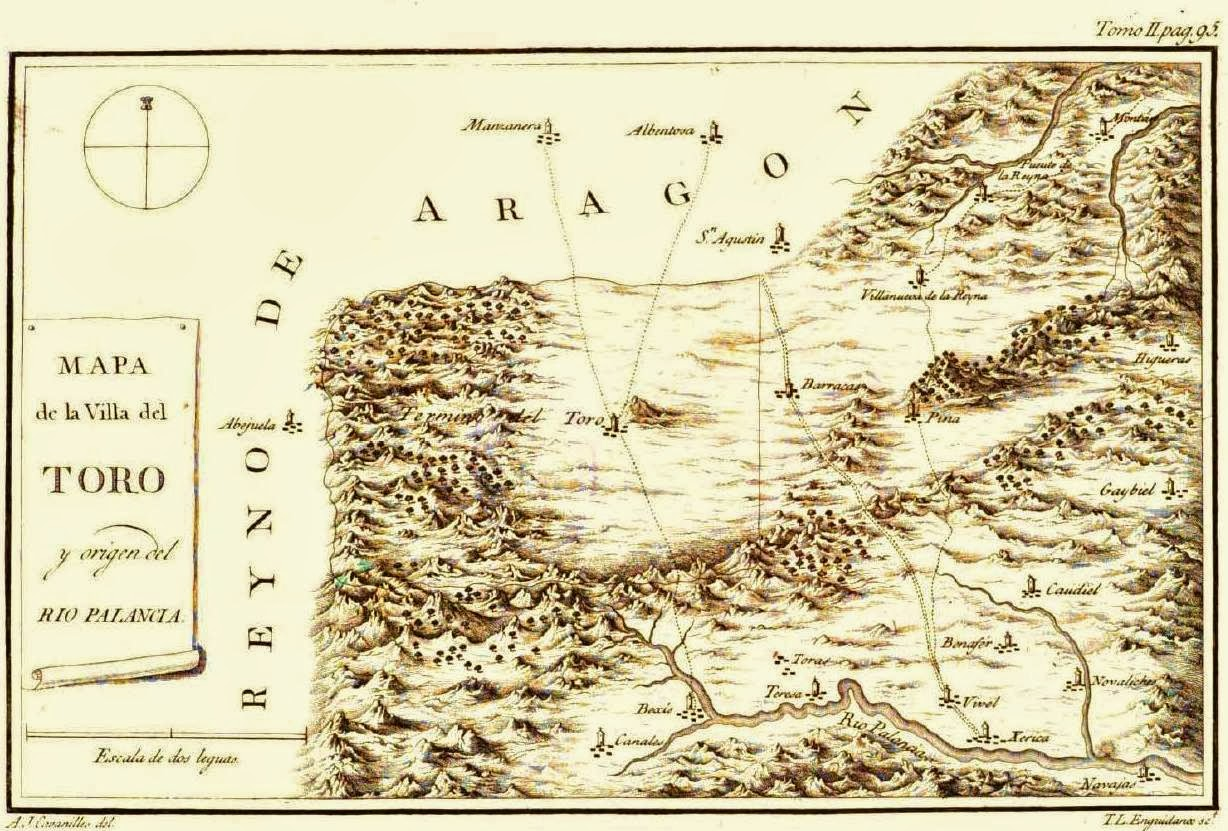
Mapa del Alto Palancia en las Observaciones de Cavanilles

Las observaciones de Cavanilles en Barracas a finales del siglo XVIII. Según Cavanilles la situación, el clima y el relieve; Barracas está situada en las llanuras septentrionales, separada por dos cerros. Yace entre El Toro y Pina; su término linda por el norte con el de San Agustín. El relieve de Barracas es llano.
La agricultura, ganadería y actividades del sector primario según Cavanilles es un suelo pobre. Solamente se cultivaba trigo y algunos otros granos y no había más actividades económicas.
Según Cavanilles el número de vecinos y almas; tenía 80 vecinos sin más recursos para subsistir que 1200 cahíces de todo trigo.
Los datos históricos que refleja Cavanilles sobre Barracas; dice que tierras y moradores no parecen ya del reino de Valencia y otros datos de interés como que era un pueblo pobre.
La impresión de Cavanilles según el pueblo es negativa, porque dice que es un pueblo infeliz.
Y según el diccionario de Madoz en Barracas a principios del siglo XIX.
Según Madoz la situación, clima y el relieve; Barracas es llano, libre a la influencia de todos los vientos, con el cielo alegre y clima saludable.
Según Madoz  las fortificaciones, urbanismo y edificios más importantes eran: una fuente de buenas aguas para el surtido del vecindario, además de otras que se encuentran en la parte de afuera, de las cuales unas sirven para abrevadero de los ganados y otras para lavadero. Una ermita dedicada a San Roque y otra dedicada a nuestra Señora de Vallada.
Según él hay un Ayuntamiento Municipal y en él una cárcel, un pósito o banca de labradores que consiste en granos. Una escuela de primeras letras concurrida por unos 26 alumnos, otra de niñas en la que se enseñan las labores propias del sexo. El cementerio se halla a 200 metros de la población.
La información sobre la Iglesia que da Madoz es que es una iglesia parroquial, bajo la advocación de San Pedro, servida por un cura, un beneficiado, un sacristán y dos acólitos.
Las comunicaciones y carreteras según él eran un camino que comunicaba Aragón con Jérica y la agricultura, ganadería y actividades del sector primario era el terreno de cultivo, es de secano, de buena calidad y bastante húmedo. Se cultiva trigo, cebada, legumbres y hortalizas. Hay ganado lanar, caza menor y mayor y telares de lienzo y paños para el consumo de los habitantes.
Según él las otras actividades económicas eran exportación de frutos sobrantes o importación de los muchos artículos de primera necesidad y el número de vecinos y de almas era de 55 vecinos y  375 almas.
Los datos históricos que refleja Madoz era que después de la conquista de Valencia se llamaba San  Pedro de Belmonte. El rey Don Jaime de Aragón hizo merced de esta población y la incorporó al estado de Jérica. Otros datos de interés eran que Teruel después de luchar por la pertenencia de Barracas, renuncia a favor de D. Jaime de Jérica.
La impresión de Madoz sobre Barracas es positiva, porque habla favorablemente del comercio, la agricultura y de todo en general.

## Demografía
Barracas cuenta con una población de 195 habitantes (INE 2024).
| Gráfica de evolución demográfica de Barracas entre 1842 y 2021                                                      |
| |
| Población de derecho según los censos de población del INE Población de hecho según los censos de población del INE |

| 1900 | 1910 | 1920 | 1930 | 1940 | 1950 | 1960 | 1970 | 1981 | 1991 | 2000 | 2005 | 2007 | 2019 |
| ---- | ---- | ---- | ---- | ---- | ---- | ---- | ---- | ---- | ---- | ---- | ---- | ---- | ---- |
| 495  | 517  | 518  | 484  | 467  | 550  | 426  | 300  | 232  | 170  | 159  | 195  | 186  | 162  |

### Economía
Debido a lo duro de su clima, la agricultura siempre ha sido un recurso escaso, basándose su economía en la ganadería. Prueba de ello es la merecida fama que poseen sus embutidos y la existencia de una ganadería de toros de lidia. En la actualidad, sin embargo, al contar con un amplio equipamiento hotelero y restauración, estar centrada en el sector servicios y muy dependiente de la carretera CN-234, antiguo Camino Real Aragón Valencia, a cuya historia ha ido ligada la de esta población que, dado su enclave orográfico y geográfico ha constituido desde antiguo un lugar de parada y hospedaje. Actualmente un gran recurso es el cultivo de la trufa.

### Política
Las siguientes personas, representando a los siguientes partidos políticos, han ostentado el honor de ser alcalde de Barracas:
| Periodo   | Nombre                     | Partido |
| --------- | -------------------------- | ------- |
| 1979-1983 | José Manuel Collado Peiro  | UCD     |
| 1983-1987 | José Manuel Collado Peiro  | UCD     |
| 1987-1991 | Domingo Salvador Izquierdo | PP      |
| 1991-1995 | Domingo Salvador Izquierdo | PP      |
| 1995-1999 | Domingo Salvador Izquierdo | PP      |
| 1999-2003 | Domingo Salvador Izquierdo | PP      |
| 2003-2007 | Antonio Salvador Corell    | PP      |
| 2007-2011 | Antonio Salvador Corell    | PP      |
| 2011-2015 | Antonio Salvador Corell    | PP      |
| 2015-2019 | Antonio Salvador Corell    | PP      |
| 2019-2023 | Antonio Salvador Corell    | PP      |
| 2023-act. | Antonio Salvador Corell    | PP      |

## Monumentos

### Monumentos religiosos

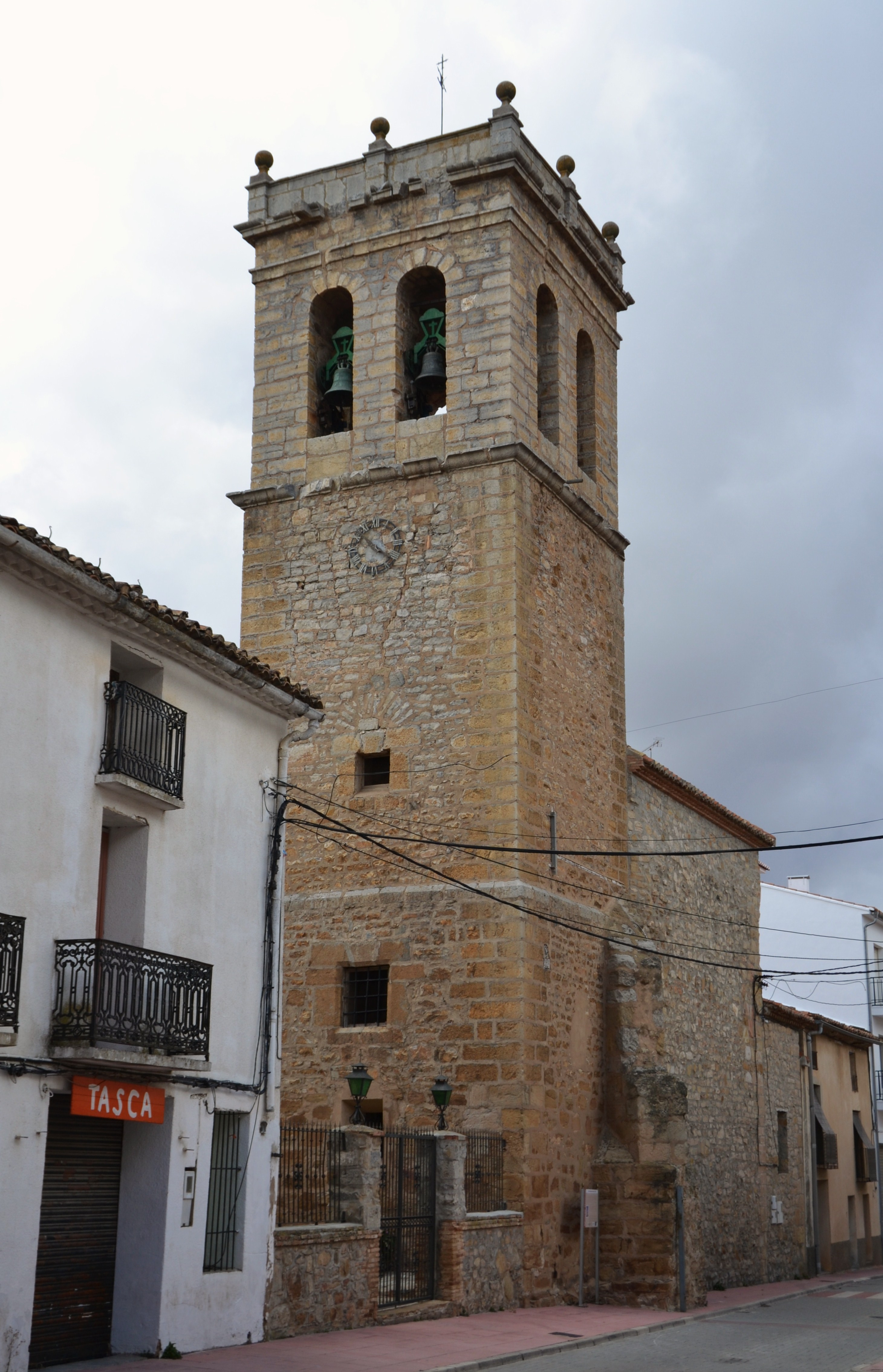
Campanario de la iglesia de San Pedro

- Iglesia de San Pedro
- Ermita de San Roque
- Ermita de Vallada

### Monumentos civiles
- Villa Romana. Junto al camino de Liria en la partida los Prados, las ruinas de origen romano "el Castillejo" en la partida el Mazorral; las ruinas ibéricas existentes en las partidas del Castellar y Rajola, también hay que destacar la calzada romana Barracas-Liria, en el actual camino de Liria.

## Fiestas
- Fiestas de San Roque: Celebrada a mediados de agosto en honor a San Roque (fiesta patronal los días 15 y 16, aunque los actos se prolongan durante toda esa semana). Los habitantes se agrupan en peñas para pasar estas fiestas, es una de estas peñas la encargada de organizar los festejos. Comprende actos religiosos (misas, peregrinación a la ermita de San Roque), bailes, actos lúdicos diversos para niños y mayores, actos deportivos en el frontón municipal de Barracas, y cómo no vaquillas por las tardes y toro embolado por las noches.

- Domingo de la Rosa: Fiesta que se celebra el primer domingo de mayo, en devoción a la Virgen de la Divina Pastora. Se realizan diferentes actos como una procesión, bailes... La víspera se celebra un volteo de campanas, una torrada de carne en la plaza para todo el pueblo y toro embolado. La protagonizan las Clavarias de la Divina Pastora.

## Lugares de interés
- Monte el Mazorral, carrascas.
- El Alto Limbo.
- El Palancar, rebollos, pinos, carrascas, etc.
- Fuente de San Pedro.
- Fuente de Martín López.
- La Cañada.
- La Rambla.
- El Calvario.
- Las Lomas.

## Accesos
La manera más sencilla de llegar es a través de la autovía A-23 de Sagunto a Somport que pasa por la localidad. El pueblo se encuentra a 85'5 km de Valencia y 83'2 km de Castellón de la Plana.